# Villanuño de Valdavia
Villanuño de Valdavia è un comune spagnolo di 127 abitanti situato nella comunità autonoma di Castiglia e León.